# Stanevce
Stanevce (cyr. Станевце) – wieś w Serbii, w okręgu pczyńskim, w gminie Preševo. W 2002 roku liczyła 68 mieszkańców.